# Le Temps du mépris
Le Temps du mépris (titre original : Czas pogardy) est le deuxième roman et le quatrième volume de la série littéraire de fantasy Le Sorceleur, créée par l'écrivain Andrzej Sapkowski. Il est publié en Pologne en 1995 et en France en 2010.
Le livre a été traduit en français par Caroline Raszka-Dewez et sa couverture a été illustrée dans son édition française par Étienne Le Roux.

## Résumé
La paix qui régnait autrefois entre rois et magiciens n'est plus. La jeune Ciri, prometteuse élève destinée à devenir sorceleuse, se retrouve au cœur des rivalités. Quel sera son rôle dans les conflits qui s'annoncent ? Seule l'assemblée générale des magiciens saura dévoiler les intrigues et révéler les traîtres. Qu'adviendra-t-il alors de Ciri, objet de toutes les convoitises ? Le légendaire sorceleur Geralt de Riv, désormais lié à cette enfant comme un père à sa fille, sera-t-il capable de la sauver ? 

## Histoire

### Chapitre 1
Aplegatt est un messager qui permet de délivrer des messages entre les rois sans que les magiciens ne soient au courant. En effet, les rois du Nord ne font plus confiance aux magiciens et complotent dans leur dos. Pendant son voyage, Aplegatt apprend des nouvelles de la guerre qui se prépare contre l'empire de Nilfgaard, au sud, et la guerre contre les Scoia'tael qui dure depuis un an maintenant, au nord, en Témérie. Il apprend également que Cirilla de Cintra est prétendue morte. Au matin, alors qu'il se prépare à partir, il croise Yennefer et Ciri, qu'il ne connaît pas. Ciri prophétise sa mort. 
Arrivé à Maribor, il transmet un message au roi Foltest provenant du roi Demawend : tout est prêt à Dol Angra, des soldats se préparent pour un événement particulier. Foltest lui indique le message retour : il faut suspendre les opérations, les magiciens ont convoqué une assemblée sur l'île de Thanedd, ce qui devrait changer bon nombre de choses. Il confirme à la fin de son message que le lionceau est mort. 
De son côté, Geralt de Riv se rend chez Codringher & Fenn. Codringher lui apprend que Rience est un sorcier qui agît sous les ordres d'un autre sorcier, inconnu. L'hypothèse est qu'il soit à la solde de Nilfgaard. Le roi Foltest recherchait Ciri pour la tuer, empêchant ainsi à l'empereur Emhyr var Emreis de se marier avec elle et gagner Cintra légitimement. Geralt fait la rencontre de Fenn qui lui explique que Jez, le père de Ciri, que l'on pensait être un vagabond, était en fait le fils d'un roi provenant d'un royaume du sud nommé Maecht, aujourd'hui appartenant à Nilfgaard. Cependant, il n'arrive pas à retrouver le lien de sang entre les lignées de roi et Jez. Il en conclut qu'il s'agirait d'un bâtard et donc que Ciri, enfant de mésalliance, est illégitime au trône. Geralt demande également ce que veut dire L'enfant de sang ancien, titre utilisé à de nombreuses reprises pour parler de Ciri. Il s'agirait d'une appellation utilisée dans une prophétie elfique. Pour finir, Geralt apprend que Yennefer se rend à l'assemblée de Thanedd et qu'elle est poursuivie par des mercenaires. 
Aplegatt se rend vers Tretogor pour délivrer un message au roi Vizimir. Dans une auberge où il fait halte, il rencontre Geralt qui tue les trois hommes qui poursuivent Yennefer. En arrivant à Tretogor, il dit à Dijkstra des secrets de guerre. En lui racontant sa rencontre avec Geralt, Dijkstra semble comprendre que Ciri n'est pas morte. Vizimir donne à Demawend le message suivant : il y a eu une trahison, il faut contenir les soldats. Mais Aplegatt meurt avant d'avoir pu délivrer ce message, dans les mêmes conditions que celles prophétisées par Ciri.  

### Chapitre 2
Yennefer et Ciri arrivent à Gors Velen. Ciri pensait retrouver Geralt mais Yen l'emmène à l'école d'Aretuza. Elles se rendent à la banque ou Yen retire de l'argent pour payer le temple de Melitele ainsi que pour une nouvelle inscription à Aretuza. Ciri est congédiée pour que Yen et le banquier parlent d'affaires privées, elle a donc le droit de visiter la ville en compagnie d'un clerc. Yen lui donne une amulette en cas de problème et lui demande de rester le plus discret possible. Fabio, le clerc, lui montre certains endroits intéressant de la ville, ils montent sur les remparts et aperçoivent l'île de Thanedd, tout proche. Sur cette île se trouve le palais de Loxia, l'entrée de l'île reliée à Gors Velen par un pont, l'école d'Aretuza, d'où les apprenties ne sortent pas avant d'avoir fini leur formation, le palais de Garstang, au sommet de l'île, où se déroulera l'assemblée des magiciens, et la tour solitaire de Tol Lara, la tour de la mouette. Ciri demande à Fabio comment se rendre à Hirrundum, elle a entendu dire que Geralt s'y rendait. Il lui explique qu'il s'agit d'une sorte de ferme gigantesque qui fournit toutes les villes avoisinantes et que ce n'est pas très loin. Ils continuent leur visite et se retrouvent sur une place où se déroulent plusieurs attractions. Un homme hèle les passant pour qu'ils viennent voir un basilic en cage. Ciri se moque de l'homme, assurant qu'il s'agit d'une wyvern. Le monstre s'échappe de sa cage, Ciri arrive à mettre la main sur une épée et tue la bête. Elle donne l'épée à un homme pour faire croire qu'il est le héros de la situation et qu'on ne s'occupe pas d'elle. Mais des gardes finissent par pourchasser Fabio et Ciri. Ils se séparent et Ciri utilise l'amulette. Finalement, lorsqu'ils se retrouvent en dehors de la cohue, elle est rattrapée par Tissaia de Vries et Margarita Laux-Antilles. 
Le palais de Loxia sert à loger les adeptes d'Aretuza pendant que les locaux de l'école accueillent les participants de l'assemblée des magiciens. De ce fait, certaines élèves ont réussi à faire le mur. C'est pour cette raison que Margarita, rectrice d'Aretuza, et Tissaia, alertées par l'utilisation de l'amulette, pensaient que Ciri était l'une des fugueuses. Alors que les deux magiciennes et Yennefer se retrouvent dans une auberge, discutent et se soûlent, Ciri entrevoit un passage vers l'extérieur et profite de la situation pour s'échapper. Elle se rend vers Hirrundum pour retrouver Geralt avant son admission à l'école. 
Dans sa fuite, Ciri se retrouve au cœur d'une tempête. Poursuivie par la Traque Sauvage, elle pense être dans un cauchemar. Le roi de la Traque lui propose de les rejoindre, elle, l'enfant de sang ancien. Il lui dit qu'ils ont beau être des cadavres, c'est elle qui symbolise la mort. Finalement, Geralt, qui n'était pas loin, retrouve la jeune fille. Yennefer se téléporte également là où ils se trouvent et lance un sort qui fait fuir la Traque Sauvage. Ciri perd connaissance. 
Elle se réveille plus tard à Hirrundum et elle espionne, en compagnie de Jaskier, les retrouvailles entre Yennefer et Geralt.

### Chapitre 3
Puisque Rience agit sous les ordres d'un sorcier, Geralt décide d'accompagner Yennefer au banquet qui précède l'assemblé des sorciers afin de pouvoir enquêter. De Hirundum, tous les quatre rejoignent Thanedd puis, le soir venu, Ciri et Jaskier restent au palais de Loxia tandis que Geralt et Yennefer se rendent au banquet. Très vite, le sorceleur s'ennuie de la situation et ne supporte pas l'hypocrisie constante de cette réunion mondaine. Ils croisent Filippa Eilhart, en compagnie de Dijkstra, chef des services secrets du roi Vizimir de Rédanie, puis ils passent un moment avec Triss. Finalement, les sorciers les plus importants entrent dans la salle. 
Le Chapitre, constitué des plus vieux sorciers, est composé de Gerhart d'Aelle, ou Hen Gedymdeith, le sorcier le plus âgé existant, Tissaia de Vries, Vilgefortz de Roggeveen, Artaud Terranova et Francesca Findabair, aussi appelée Enid an Gleanna, la pâquerette des vallées, elfe de sang pure. 
Les membres du Conseil sont Fercart de Cidaris, Radcliffe d'Oxtenfurt, Carduin de Lan Exeter, Filippa Eilhart et Yennefer de Vengerberg. 
Après cette entrée, Geralt reste seul. Il croise Dijkstra de nouveau, qui lui fait comprendre qu'il sait que Cirilla est toujours en vie. Il croise d'autres connaissances puis fini par échanger avec Filippa. Elle lui promet qu'elle lui livrera Rience le lendemain pour s'excuser de l'avoir laisser s'échapper la dernière fois. Finalement, Yen introduit Vilgefortz à Geralt, qui lui demande s'ils peuvent se parler en privé. Tous deux se dirigent vers la Galerie de la Gloire où ils peuvent avoir un aperçu de l'histoire de la magie. Alors qu'ils défilent devant de nombreux tableaux, Vilgefortz explique à Geralt l'arrivée des colons, les premiers magiciens, la rébellion de Falka, etc. Vilgefortz explique aussi que les membres du Conseil et du Chapitre iront le lendemain à Garstang pour délibérer sur des sujets importants. Tor Lara, la tour de la mouette, serait reliée à la Tor Zireael, la tour de l'hirondelle, seulement le portail qui relie les deux serait chaotique et mènerait à des endroits aléatoires en plus de perturber les téléportations aux alentours. De ce fait, un barrage entoure Garstang, empêchant d'utiliser la magie. Pour finir, Vilgefortz explique à Geralt qu'une lutte sans merci va bientôt avoir lieu et qu'il devrait rejoindre son camp, il n'y a que comme ça qu'il pourra protéger Ciri. 
Geralt explique cette entrevue à Yennefer alors qu'ils sont dans une chambre de Aretuza. Elle le rassure sur le fait que Ciri sera en sécurité ici et ils font l'amour toute la nuit. 

### Chapitre 4
Ciri est dans une chambre à Loxia que Yennefer a couvert de sortilèges, à la fois pour que personnes n'entre mais aussi pour que la jeune fille ne puisse pas en sortir. Ciri rêve et se retrouve dans le chat de Codringher et Fenn, ils auraient découverts que Ciri est de la lignée de Falka. Emhyr var Emreis rechercherait Cirilla pour avoir un enfant avec elle, qu'elle soit la mère de l'Archiduc des Ténèbres, la descendance de Falka. 
Un vengeur, né du sang de Falka, détruira le vieux monde, et sur ses gravats en reconstruira un nouveau. 
Des hommes de Rience entrent dans le cabinet et tuent les deux hommes. Ils volent une miniature représentant la jeune fille et mettent le feu au bureau. Ciri se réveille alors et sent que les sortilèges autour d'elle ne sont plus effectifs. Elle s'habille en vitesse, imaginant que quelque chose de grave se prépare mais finalement, elle aperçoit une série de porte dans laquelle Yennefer l'invite à la suivre. 
Geralt se lève dans la nuit et se retrouve malencontreusement mêlé à l'arrestation pour traîtrise de Artaud Terranova par Keira Metz et par les sbires de Dijkstra. Dijkstra amène alors Geralt à Filippa puisqu'il ne croit pas au fait que Geralt se soit retrouvé dans cette situation par hasard. En effet, il devait y avoir un putsch dans la nuit commandés par les magiciens achetés par Nilfgaard. Ils arrivent dans une salle plus grande, où se situent plusieurs magiciens autour d'une dépouille. Triss rend Geralt aveugle pour ne pas qu'il puisse identifier les individus autour de lui mais il arrive tout de même à les reconnaître au timbre de leur voix. Gerhart d'Aelle serait aussi en train de mourir et Tissaia de Vries fait arrêter Francesca Findabair, qui prend de haut les autres magiciens en relevant qu'ils ne sont que des humains et qu'elle est une elfe. Emhyr a promis aux elfes qu'ils seraient indépendants une fois que les royaumes du nord seraient rasés. Les magiciens ont trouvé sur Vilgefortz une liste des personnes qui sont à la solde de Nilfgaard. Ils demandent à Geralt de retourner à Loxia et de faire comme s'il ne s'était rien passé. Alors que le Conseil s'apprête à juger le Chapitre pour traîtrise, Geralt arrive à s'enfuir et retrouve Jaskier, Ciri et Yennefer ont disparu. 
Geralt essaie de monter à Garstang mais la guerre a lieu là bas. Lorsque Filippa a menotté Vilgefortz et Francesca, ces derniers ont fait venir des Scoia'tael. Tissaia de Vries a enlevé le blocus magique, perdue entre la traîtrise du Chapitre ou l'hypothèse que tout soit manigancé par Filippa pour que les rois entrent en guerre contre Nilfgaard. Cependant, en croisant Keira Metz, elle explique à Geralt que le Chapitre a fait entrer des écureuils pour liquider le Conseil. Alors que Tissaia accusait Filippa de mentir, Yennefer est arrivée avec Ciri, en transe, qui a prophétisé les événements de Dol Angra. Les armées de Lyrie et d'Aedirn ont agressé l'empire de Nilfgaard et Emhyr s'est vengé en envahissant ces terres. Le roi Vizimir s'est fait assassiner. C'est à ce moment que les écureuils sont entrés dans Garstang, ainsi qu'un chevalier au haume orné de plume et Rience. 
Ciri se réveille au côté de Yennefer. La magicienne lui demande de s'enfuir et de retourner à Loxia ou elle devra retrouver Margarita et ne plus la quitter. Ciri ne veut pas quitter Yennefer mais finit par obéir. La magicienne lui dit qu'elle l'aime avant qu'elles se quittent. Poursuivie par Rience, Ciri essaie de s'échapper. Elle est finalement rattrapée par Terranova mais Filippa, sous sa forme de chouette, vient lui arracher les yeux. Geralt arrive à ce moment-là et le décapite. Alors que Geralt aide Ciri dans sa fuite, elle est rattrapée par Cahir, le chevalier au haume ailé. Ciri, ayant récupéré son épée avec Geralt, se bat contre lui et arrive à briser son haume. En voyant qu'il ne s'agit que d'un jeune garçon, elle a pitié de lui et ne peut se résoudre à le tuer. 
Geralt rattrape Cahir, qui lui supplie de ne pas le tuer. Alors que le sorceleur indique vouloir tuer Cahir parce qu'il traque Ciri depuis bien trop longtemps, le chevalier lui explique que c'est lui qui a sauvé Ciri à Cintra. Geralt s'évapore et Cahir perd connaissance. Finalement, Geralt arrive au pied de la tour de la mouette où Ciri s'est enfuie. Il est rattrapé par Vilgefortz. Le sorcier lui propose encore une fois de choisir le camp de Nilfgaard. Le sorceleur refusant cette proposition, les deux hommes se battent mais le magicien l'emporte. Geralt reprend connaissance alors que Triss essaie de l'aider. Tor Lara a été détruite, les magiciens peuvent donc se téléporter sans risque. Triss supplie Tissaia de Vries de ne pas laisser Geralt là, elle accepte de l'aider.

### Chapitre 5
Jaskier arrive à la lisière de la forêt de Brokilone, où vivent les dryades. Ils se retrouvent encerclés par les habitantes de la forêt et de Geralt. C'est Triss qui a indiqué à Jaskier où se trouvait le sorceleur. Alors qu'ils s'enfoncent dans la forêt, Geralt demande à Jaskier des nouvelles de l'extérieur. 
Les nilfgaardiens ont atteint le Nord et ont pour ordre de raser Aedirn et la Rivie, de tout brûler et de ne laisser derrière eux qu'une terre de désolation, tout cela sous les ordres du sergent Peter Evertsen, grand trésorier de l'empereur et, en temps de guerre, premier sergent de l'armée. Il a pour ordre de piller toutes les ressources agricoles, minières, etc. Vengerberg a été assiégé et est tombé en une semaine. La population fuie vers la Témérie et la Rédanie mais Nilfgaard les arrête pour les réduire en esclavage. Ce sont les Scoia'tael qui sont en première ligne. Vizimir ayant été assassiné, les royaumes ne s'entraident pas. C'est la chasse aux écureuils et aux espions nilfgaardiens. En Témérie, Foltest a reçu un ambassadeur et a signé un traité avec Nilfgaard pour protéger son royaume. Le roi de Kaedwen en a fait de même et ses armées de placent au nord de la Témérie, davantage pour récupérer des terres ancestrales que pour aider le royaume voisin. Pour ce qui est des sorciers, la plupart ont fuis dans la neutralité ou sont allés en Kaedwen. Filippa, Triss et d'autres magiciennes sont aux côtés de la reine Hedwige, à Tretogor, qui a pris le pouvoir en Aedirn. Vilgefortz a disparu alors qu'on s'attendait à ce qu'il réapparaisse en tant que lieutenant d'Emhyr var Emreis. Francesca Findabair est devenue la reine des elfes libres (Aen Seidhe) à Dol Blathann, terres offertes par l'empereur. Ils ont pour mission de désorganiser le royaume humain avec les écureuils et de compliquer leurs préparatifs militaires pour que Nilfgaard les envahisse plus facilement. Enfin, aucun magicien n'a essayé d'inverser le cours des choses, personne n'a rejoint le camp de Filippa alors qu'ils savaient que Vilgefortz était méchant. Tissaia de Vries s'est suicidée.
De plus, Jaskier raconte à Geralt qu'il y aurait des rumeurs au sujet d'une princesse du nord à Loc Grim, palais de Nilfgaard. Emhyr se mariera sûrement avec elle, qu'elle récupérera tous ses titres de reine de Cintra, princesse de Brugge, héritière d'Inis Ard Skellig et Ini An Skellig, etc. Pour lui montrer sa bienveillance, Emhyr lui a offert des terres Nilgaardiennes. 
Emhyr convoque Vattier de Rideaux, chef de l'espionnage militaire, et Stefan Skellen, aussi appelé Chat-Huant, responsable des questions spéciales de l'empire, en plus de son sénéchal, Ceallach, le père de Cahir.  Ils demandent de l'aide à Xarthisius, un magicien, pour localiser quelqu'un. Une fois congédié, Emhyr demande aux deux hommes qui sont les personnes qui lui ont amené Cirilla. Ce serait un humain et un elf de demi-sang qui aurait remis la princesse à Godyvron Pitcairn, à Nastrog, à Verden, sous les ordres de Rience et Cahir. Il demande à Stefan Skellen de retrouver Vilgefortz, que la personne qu'il essaie de localiser est sûrement avec lui. Vattier de Rideaux doit, quant à lui, retrouver Rience et Cahir puis les torturer, l'empereur les interrogera lui-même lorsqu'ils seront affaiblis. Il finit par dire que la jeune fille qui a été montré publiquement doit rester Cirilla de Cintra pour tout le monde, que leurs agissements doivent être fait dans le plus grand secret d'État. Emhyr sera capable de reconnaître Cirilla quand il la verra. 

### Chapitre 6
Ciri a traversé le portail de Tor Lara et a atterri dans un désert inconnu. Blessée de partout, tiraillée par la faim et la soif, elle décide de suivre la direction indiqué par le soleil, l'ouest, seul repère dans ce milieu hostile. Brûlée par le soleil le jour, elle est contrainte de voyager la nuit. Elle utilise quelque peu la magie pour se soigner et pour s'éclairer et se réchauffer la nuit. Elle trouve de rare choses à manger ou à boire. Elle tombe sur le chemin d'une licorne qui la mène jusqu'à une source d'eau. Elles voyagent ensemble et tombent un jour dans le piège d'une créature des sables. Alors qu'elles arrivent à s'en extirper, la licorne est blessée. Ciri fait un feu et puise la force à l'intérieur, allant à l'encontre de ce que Yennefer lui avait interdit de faire. Elle réussit à soigner la licorne mais elle a une vision, une femme apparaît dans les flammes et lui dit de se venger. Elle voit tous les gens qu'elle aime dans la souffrance, le sang et la mort. La femme lui dit que Jaskier, Yennefer et Geralt lui ont menti et l'ont trompé. Elle ajoute que le temps du mépris et de la vengeance est venu, qu'elle a la force, qu'elle a la puissance. Elle entend "Brûle, brûle Falka" puis fini par perdre connaissance. Elle est récupérée par des hommes à cheval.

### Chapitre 7
Ciri est entre les mains d'attrapeurs. Elle devine qu'elle est dans le sud lointain. Ils entrent dans une auberge et croisent les Nissirs, une milice qui a attrapé un membre des Rats, un petit groupe de malfaiteurs. Ciri est installée à côté du prisonnier, Kayleigh. Ce dernier lui indique un plan pour s'évader, que ses compères ne tarderont pas à venir le chercher. Alors qu'ils arrivent à se libérer, les Rats attaquent l'auberge et tuent la majorité des hommes présents. Ciri se retrouve en duel avec l'un des attrapeurs et démontre sa dextérité, apprise lors de son apprentissage à Kaer Morhen. Les Rats arrêtent le duel, tuent l'attrapeur et quittent l'auberge avec Ciri. Dans leur fuite, la jeune fille fait sa première victime. Elle suit le petit groupe dans la forêt. 
Dans la nuit, chacun des membres des Rats offre un cadeau à Ciri, lui indiquant qu'elle ne sera plus jamais seule, qu'elle fait maintenant partie des Rats. Elle leur dit qu'elle s'appelle Falka. Les Rats sont composés de Giselher, le chef, Mistle, une fille au cheveux courts, Étincelle, une elfe habillée de plein de couleurs, Kayleigh, au cheveux clairs, Reef, un nilfgaardien, et Asse, un grand et large d'épaule. Ils se sont réunis ensemble, soudés par la guerre, le malheur et le mépris. 
Plus tard dans la nuit, Kayleigh vient dire à Ciri qu'il ne dénoncera pas le fait qu'elle est recherchée par Nilfgaard, ce qu'il a entendu des attrapeurs dans l'auberge. Il commence ensuite à toucher Ciri sexuellement. Alors qu'elle est paralysée par la peur, Mistle vient frapper le garçon, qui s'en va. La jeune fille au cheveux courts se colle à Ciri et, à son tour, la touche sexuellement.  
Stefan Skellen, toujours à la recherche de Ciri, entend parler des Rats et du fait qu'ils sont maintenant 7. Il ordonne de tous les tuer.

## Édition française
- Le Temps du mépris, Bragelonne, 16 avril 2009, trad. Caroline Raszka-Dewez, illustré par Étienne Le Roux,  384 p.  (ISBN 978-2-35294-284-9)